# 장 드 브리엔

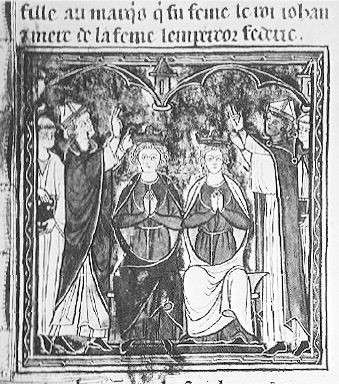
장과 몬페라토의 마리아의 예루살렘 왕 대관식.

장 드 브리엔(프랑스어: Jean de Brienne, 1150년 ~ 1237년)은 프랑스 출신의 십자군이다. 후에 예루살렘 왕, 라틴 제국의 섭정이자 황제로 임명되었다.
장은 브리엔 백작인 에라르드의 둘째 아들로 프랑스의 필리프 2세에게 발탁되어 1210년 예루살렘 여왕 몬페라토의 마리아와 결혼하여 예루살렘의 왕이 되었다. 그는 6년간 끌어오던 이슬람과의 휴전협정을 결론냈다. 1212년 아내 마리아가 죽자 유일한 통치자로 예루살렘을 다스렸는데 얼마 후에 킬리키아 아르메니아 왕국의 국왕 레본 1세의 딸 리타(스테파니아)와 재혼했다. 제5차 십자군 원정기간 동안 장은 주도적인 역할을 하였다.
그러나 1225년 마리아가 낳은 딸, 욜란데가 신성로마제국의 프리드리히 2세와 결혼하자 곧 황제 프리드리히는 자신의 예루살렘 왕권을 주장하며 장인인 장을 폐위시켜버렸다. 그는 예루살렘의 왕위에서 쫓겨나 로마로 가서 교황 호노리오 3세에게 도움을 요청하고 교황령 토스카나의 총독으로 임명되었다. 그는 사위인 황제 프리드리히가 제6차 십자군으로 자리를 비운 사이 남부 이탈리아를 공격하는등 사위에 대한 복수를 했다.
1228년 그는 라틴 제국에서 황제의 섭정을 맡으라는 연락을 받았는데 그는 자신의 어린 딸 마리아 (세 번째 결혼에서 낳은 4살짜리 딸)과 라틴 제국의 어린 황제 보두앵 2세를 결혼시키는 조건으로 콘스탄티노폴리스로 가기로 했다.
1231년 이미 80에 가까운 나이로 장은 콘스탄티노폴리스로 와서 황제가 되었다. 그는 왕성한 원기를 과시하며 노구를 이끌고 불가리아의 이반 아센 2세와 니케아제국군을 상대로 싸워 1235년 이들을 물리치기도 하였다.
1237년 3월 브리엔은 장은 죽었고 라틴 제국의 제위는 사위인 보두앵에게 돌아갔다.
| 전임 몬페라토의 마리아 | 제12대 예루살렘의 왕 (마리아와 공동왕) 1210년 - 1225년 | 후임 욜란데 프리드리히 |

| 전임 로비르 | 제6대 라틴 제국의 황제 (보두앵의 섭정이자 황제) 1229년 - 1237년 | 후임 보두앵 2세 |